# Воронинский, Сергей Сергеевич
Сергей Сергеевич Воронинский (1919 — 2006) — советский государственный и политический деятель. Председатель Исполкома Уфимского городского Совета народных депутатов (1961-1969).

## Биография
Родился  11 июня 1919 года в селе Покровском Орехово-Зуевского уезда Московской губернии.
С 1937 года — на общественной и политической работе.  Член ВКП(б)/КПСС. В 1938 году поступил в Рыбинский авиационный институт. В 1941 году, с началом Великой Отечественной войны, учеба прервалась, студентов направили на Рыбинский моторный завод  №26. В 1942 году завод и заводчане полностью эвакуировали в Уфу, на Уфимский моторный завод.
В 1941-1956 годах работал технологом, начальником цеха, заместителем секретаря парткома дважды ордена Ленина и ордена Красного Знамени Уфимского моторостроительного завода. Окончил в 1950 году Уфимский авиационный институт без отрыва от производства.
В 1937-1975 годах — коллектор геологоразведочной партии Рыбинского горкомхоза, технолог, начальник цеха, заместитель секретаря парткома Уфимского моторостроительного завода, заведующий промышленно-транспортного отдела, второй секретарь Уфимского горкома КПСС, председатель исполкома Уфимского городского Совета народных депутатов, первый секретарь Уфимского горкома КПСС.
Избирался депутатом Верховного Совета РСФСР 6-го, 6-го,  8-го, 9-го созывов, депутатом 5-го созыва Верховного Совета Башкирской АССР.
Избирался  делегатом XXII, XXIII и XXIV съездов КПСС.
Умер 3 июня 2006 года, совсем немного не дожив до своего 87-летия. Похоронен на Южном кладбище Уфы.

## Награды
- Награжден орденом Трудового Красного Знамени, двумя орденами "Знак Почета", медалью "За доблестный труд в Великой Отечественной войне" и другими медалями.
- В 1969 году награжден Почетной грамотой Президиума Верховного Совета Башкирской АССР, в 2004 году Почетной грамотой Уфимского городского Совета.
- В июне 1999 года присвоено звание "Почётный гражданин Уфы".[2]